# 古安大楼
古安大楼（Hôtel Goüin）是法国图尔的一座15世纪建筑，文艺复兴风格。1941年列为法国历史古迹。
16世纪，丝绸商人René Gardette将原来的哥特式建筑改建为文艺复兴风格。1738年，富裕的银行家古安家族购买这座建筑，遂改称古安大楼。
在第二次世界大战期间，建筑只有立面受到严重破坏，战后精心修复。现在设有图海纳考古学会博物馆。